# برنارد شاو (بازیکن فوتبال)
برنارد شاو (انگلیسی: Bernard Shaw؛ زادهٔ) بازیکن فوتبال اهل بریتانیا است.
از باشگاه‌هایی که در آن بازی کرده‌است می‌توان به باشگاه فوتبال آرسنال، باشگاه فوتبال شفیلد، باشگاه فوتبال شفیلد ونزدی، و باشگاه فوتبال شفیلد یونایتد اشاره کرد.